# The Wild Hunt
The Wild Hunt é um filme canadense lançado em 2009 e dirigido por Alexandre Franchi. 